# Slåttergräshoppa
Slåttergräshoppa (Chorthippus biguttulus) är en art i insektsordningen hopprätvingar som tillhör familjen markgräshoppor.

## Kännetecken
Både hanen och honan har en övervägande brunaktig till gråaktig färg i olika nyanser, med rödaktiga eller grönaktiga inslag. Undersidan av kroppen är något ljusare än ovansidan. På bakkroppens sidor finns mörkare och ljusare vertikala ränder och bakkroppsspetsen är ofta rödaktig. Honan har en kroppslängd på 20 till 25 millimeter. Hanen är mindre än honan.

## Utbredning
Slåttergräshoppan finns i delar av Europa och Asien.

## Levnadssätt
Denna gräshoppa föredrar öppna, varma, torra och gärna något sandiga marker, men den kan också återfinnas på något mer fuktiga gräsmarker, liksom vid vägkanter. Födan består av gräs. Som andra hopprätvingar har den ofullständig förvandling och genomgår utvecklingsstadierna ägg, nymf och imago. Hanen spelar för att locka till sig honor. Om en hona är parningsberedd svarar hon med en kortare sång. Efter parningen läggs äggen i jorden.